# 武隈義一
武隈 義一（たけくま よしかず、1967年（昭和42年）5月8日 - ）は、日本の政治家、厚生労働官僚。富山県黒部市長（1期）。

## 来歴
富山県黒部市生地吉田出身。黒部市立生地小学校、黒部市立高志野中学校、富山県立富山中部高等学校、一橋大学商学部卒業後、1992年に旧労働省（現・厚生労働省）に入省。2005年から外務省在中華人民共和国日本国大使館に出向し、一等書記官などを務める。2011年には内閣府防災担当に出向し、災害対策基本法の改正などに携わる。その後復興庁参事官、石川労働局長などを経て2021年12月に厚生労働省大臣官房地方課業務改善分析官を最後に退職。
2022年2月、同年4月の黒部市長選挙への立候補を表明。市長選挙では武隈と元市議の小柳勇人が立候補を表明しており、両者とも自由民主党の党籍を持つ保守分裂選挙となった。引退を表明していた現市長の大野久芳が武隈を支持した一方、市選出県議の一人、川上浩は小柳陣営の選対本部長になり、自民系市議らは二つに割れた。自民党市連、宇奈月町支部は自主投票を決め、公明党黒部支部も自主投票を決めたが、支部長の辻靖雄市議は武隈を心情支援するとしており、投開票日3日前からは応援弁士に立ち、集票へ本格的に動き始めた。4月17日の投開票の結果、武隈が小柳を736票差の接戦で制し、初当選した。

## 不祥事
2024年3月15日昼頃、市役所庁舎3階の廊下で武隈は水が入ったペットボトルを投げつけ、ペットボトルは間仕切りに当たったため、その一部が破損した（間仕切りは後で修復された）。
26日の定例記者会見で武隈は、市役所庁舎内でペットボトルを投げつけ、間仕切りを壊したことを明らかにし、その理由を「年度末に業務が立て込んだため」と述べた上で、「市民の信頼を大きく失墜させたうえ、職員にも大きな不安を抱かせることになった。深くおわび申し上げる」と陳謝した。